# 斑銅鉱
斑銅鉱（はんどうこう、bornite）は、銅の硫化鉱物である。
化学組成：Cu5FeS4、比重：5.7、モース硬度：3、晶系：斜方晶系。新鮮な面は赤銅色だが、空気中で比較的速やかに酸化され、青紫色や虹色に変色する。虹色を見せることからクジャク銅鉱（peacock ore）の異名がある。
銅の重要な鉱石鉱物で、黄鉄鉱などの硫化鉱物に伴って産出する。